# Lamarckia
Lamarckia is een geslacht uit de grassenfamilie (Poaceae). De enige soort uit dit geslacht (Lamarckia aurea) komt voor van het Middellandse Zeegebied tot Pakistan. Het geslacht werd genoemd naar de Franse bioloog Jean-Baptiste de Lamarck.